# World Matchplay 2005 (darts)
Het Stan James World Matchplay 2005 was de 12e editie van dit dartstoernooi, georganiseerd door de Professional Darts Corporation. Het toernooi werd gespeeld van 23 tot en met 30 juli in de Winter Gardens in Blackpool. Colin Lloyd won dit toernooi, nadat hij een jaar eerder de World Grand Prix had gewonnen was dit zijn tweede grote toernooizege. De enige Nederlandse deelnemer was Roland Scholten. Hij verloor in de tweede ronde van Dennis Smith.

## Prijzengeld
Winnaar: £ 25.000

Runner-up: £ 12.500

Halvefinalisten: £ 7.250

Kwartfinalisten: £ 5.000

Tweede ronde: £ 2.500

Eerste ronde: £ 1.750

## Resultaten[1]

### Eerste ronde
Best of 19 legs
Zondag 24 juli
- Kevin Painter - Adrian Lewis 4-10
- Mark Walsh - Mick Manning 10-4
- Denis Ovens - Steve Beaton 10-6

Maandag 25 juli
- Alan Warriner - Dave Askew 7-10
- Dennis Smith - Ian Whillis 10-7
- Ronnie Baxter - Colin Osborne 10-5
- John Part - Kelvin Painter 10-4
- Colin Lloyd - Paul Williams 10-7
- Roland Scholten - Matt Clarke 10-6
- Phil Taylor - Jamie Harvey 10-4
- Wayne Mardle - Lionel Sams 10-2

Dinsdag 26 juli
- Dennis Priestley - Alex Roy 10-3
- Andy Jenkins - Darren Webster 10-6
- Mark Dudbridge - Alan Caves 10-7
- Terry Jenkins - Keith Deller 10-8
- Peter Manley - Bob Anderson 10-8

### Tweede ronde
Best of 25 legs
Dinsdag 26 juli
- Adrian Lewis - Denis Ovens 16-14
- Ronnie Baxter - Dave Askew 13-6

Woensdag 27 juli
- Colin Lloyd - Mark Walsh 13-4
- Roland Scholten - Dennis Smith 10-13
- John Part - Andy Jenkins 13-8
- Wayne Mardle - Mark Dudbridge 13-10
- Phil Taylor - Dennis Priestley 15-13
- Peter Manley - Terry Jenkins 13-10

### Kwartfinale
Best of 31 legs
Donderdag 28 juli
- Adrian Lewis - Colin Lloyd 13-16
- Ronnie Baxter - Dennis Smith 16-10
- Phil Taylor - John Part 11-16
- Wayne Mardle - Peter Manley 14-16

### Halve finale
Best of 33 legs
Vrijdag 29 juli
- John Part - Peter Manley 18-16
- Colin Lloyd - Ronnie Baxter 16-13

### Finale
Best of 35 legs
Zaterdag 30 juli
- John Part - Colin Lloyd 11-18

1994 · 1995 · 1996 · 1997 · 1998 · 1999 · 2000 · 2001 · 2002 · 2003 · 2004 · 2005 · 2006 · 2007 · 2008 · 2009 · 2010 · 2011 · 2012 · 2013 · 2014 · 2015 · 2016 · 2017 · 2018 · 2019 · 2020 · 2021 · 2022 · 2023 · 2024 · 2025